# Bonetella terricola
 (novembre 2019).
Genre
Espèce
Synonymes
- Brachystomella terricola Womersley, 1934

Bonetella terricola, unique représentant du genre Bonetella, est une espèce de collemboles de la famille des Brachystomellidae.

## Distribution
Cette espèce est endémique d'Australie-Occidentale.

## Description
L'holotype mesure 2 mm.

## Publications originales
- Womersley, 1934 : Notes on some Australian Collembola. Stylops, vol. 3, p. 244-246.
- Stach, 1949 : The Apterygotan Fauna of Poland in Relation to the World-Fauna of this group of Insects. Families: Neogastruridae and Brachystomellidae. Polska Akademia Umiej tno ci, Acta monographica Musei Historiae Naturalis, Kraków, p. 1-341.